# Scifistoma

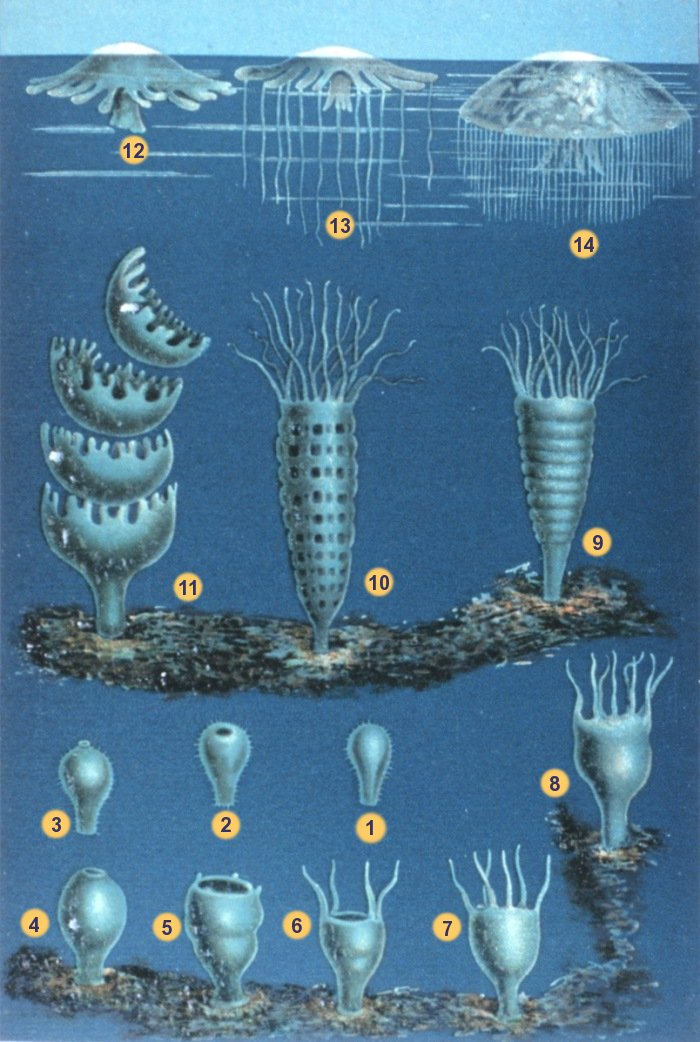
Ciclo vitale di una scifomedusa: la larva planula si fissa al substrato nello stadio 4, mentre la strobilazione avviene tra gli stadi 10 e 11.

Lo scifistoma (o scifopolipo) è uno stadio vitale polipoide sessile dei cnidari Scifozoi e Cubozoi che si riproduce asessualmente, sia mediante gemmazione che strobilazione, dando vita ad altri polipi o a una o più efire.
Negli scifozoi durante lo stadio di scifistoma avviene la strobilazione, ossia la riproduzione asessuata per segmentazione trasversale del polipo. Questo processo è tipico delle scifomeduse, poiché dai polipi degli idrozoi le meduse nascono per gemmazione mentre quelli dei cubozoi subiscono uno sviluppo diretto.

## Anatomia

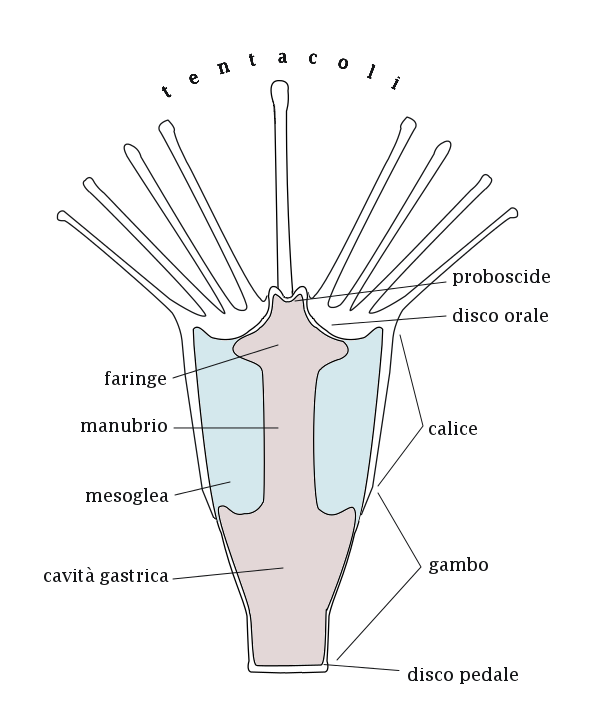
Diagramma di uno scifopolipo.

Il corpo dello scifopolipo è grossolanamente conico ed è fissato al substrato con l'estremità aborale del suo corpo.
La parte apicale viene detta calice, continua in un peduncolo più sottile, fissato al substrato grazie al disco pedale. La parte apicale, più larga, è composta da un disco orale, al centro del quale emerge la bocca (o proboscide), circondata da 8 a 24 tentacoli disposti circolarmente. Questi tentacoli servono a catturare le prede grazie alle nematocisti e a dirigerli verso la bocca.
La bocca si apre su una faringe che porta alla cavità gastrica attraverso un canale detto manubrio. Se la cavità gastrica, all'altezza del gambo, è costituita da un'unica apertura, la parte all'altezza del calice è divisa in quattro compartimenti interradiali o setti longitudinali, uniti fra di loro da una stretta cavità centrale. Una sezione trasversale del calice mostrerebbe una struttura a quadrifoglio, dove a ogni foglia corrisponde un setto longitudinale. Lungo tutto il corpo dello scifistoma corrono quattro fasce muscolari longitudinali, che partono dal disco orale e arrivano alla base di ogni setto longitudinale, immersi nella mesoglea.
L'esterno del corpo dello scifistoma è ricoperto da uno strato singolo di cellule ectodermiche, mentre internamente vi è un altro strato singolo di cellule endodermiche e fra le due, la mesoglea.
Nelle Coronatae, lo scifistoma differisce dalla struttura che si incontra negli altri ordini di meduse. Il calice e il gambo sono circondati da un tubo chitinoso che viene bloccato dal disco orale del polipo durante la strobilazione. Le efire, in questo caso, si sviluppano dalla parte aborale verso quella apicale e possono nuotare fuori dal tubo sia isolatamente che in grappoli. Le coronate rilasciano così un numero di efire molto importante.

## Ecologia

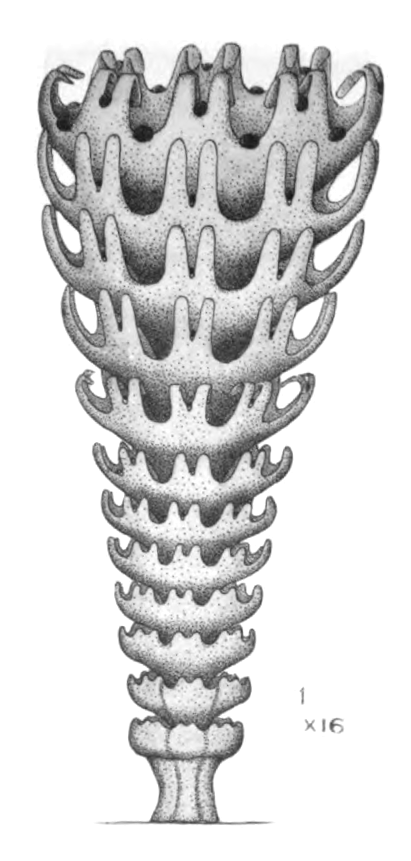
Strobilo di Cyanea lamarckii.

Lo scifistoma è uno stadio polipoide sessile simile a un'idra che si origina direttamente dalla planula in seguito alla fissazione al substrato roccioso. Si tratta di uno stadio vitale longevo (la longevità è variabile e può essere annuale o poliennale) capace di alimentazione autonoma, che cessa solo in prossimità della produzione delle meduse. Lo scifistoma si riproduce solo asessualmente sia per gemmazione, nel qual caso si avranno altri scifistomi, che per strobilazione per produrre numerose efire, giovani stadi medusoidi. Nei Cubozoa non si ha strobilazione, ma ogni scifistoma dà origine per metamorfosi diretta a una sola efira.
Lo scifistoma di solito ha uno stile di vita solitario e si sviluppa in zone poco luminose. Di contro, alcuni polipi dell'ordine delle Coronatae,  particolarmente quelli appartenenti alla famiglia delle Linuchidae, si raggruppano in colonie. Fra le Coronatae, esistono polipi per le famiglie Linuchidae, Nausithoidae e Atorellidae, mentre le Periphyllidae si sviluppano direttamente alla fase medusoide, senza passare dallo stadio di scifistoma. Anche alcune specie di scifozoi dell'ordine Semaeostomeae hanno perso completamente lo stadio polipoide e si ha uno sviluppo diretto della planula in efira: un esempio è la comune Pelagia noctiluca.

## La strobilazione e la nascita delle efire
In gran parte delle scifomeduse vi è una fase transitoria polipoide, la strobilazione consiste in una serie di divisioni trasversali del corpo del polipo molto ravvicinate, a partire dal polo orale. Durante questa fase, lo scifistoma si sviluppa in un strobilo (o stròbila) che può allungarsi fino a quattro volte le dimensioni dello scifistoma: ogni "gemma" nata da scissione trasversale dello strobilo può generare centinaia di sezioni a disco (fino a 500 nella Atorella vanhoeffeni) le quali misurano da 0.2 mm a 2 mm di diametro e possono avere uno spessore dai 0.05 mm ai 0.2 mm.Ognuno dei dischetti, a sviluppo ultimato, si distacca dal resto dello scifopolipo sotto forma di efira, stadio precoce e planctonico della fase medusoide. Dopo alcune settimane, l'efira aumenta di dimensioni ed assume le caratteristiche e l'aspetto della medusa adulta.
Una volta terminata la gemmazione delle efire, è possibile che lo strobilo ritorni nella fase scifistoma, fino ad un nuovo ciclo.

## Scoperta degli scifistomi

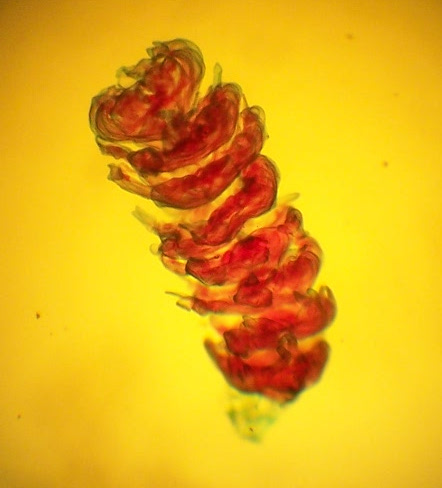
Strobilo di A. aurita.

La scoperta di questo stadio di vita dei cnidari è involontariamente dovuto al biologo norvegese Michael Sars. Nel 1829, Sars descrisse alla scienza due generi di meduse totalmente nuove ai suoi occhi: Scyphistoma e Strobila. Leggendo le note sulla Strobila octoradiata, il famoso biologo tedesco Ehrenberg la confuse con una Lucernaria, una medusa Staurozoa, ma il naturalista Ludwig Thienemann suggerì a Sars di indagare se la sua Strobila non fosse uno stato giovanile di una medusa.
Nel 1835, Sars dimostrò che i due generi erano collegati e che il polipo chiamato Scyphistoma era lo stadio anteriore di sviluppo dello Strobila. Due anni più tardi, Sars pubblicò un articolo nel quale identificava lo Strobila con la fase di sviluppo precedente a quello che era ritenuto da Eschscholtz un genere a parte: Ephyra, descritto nel 1829. Sars comprese correttamente che tutte queste specie non erano che le diverse fasi di sviluppo della Aurelia aurita, una medusa Scifozoa.